# Amoghasiddhi

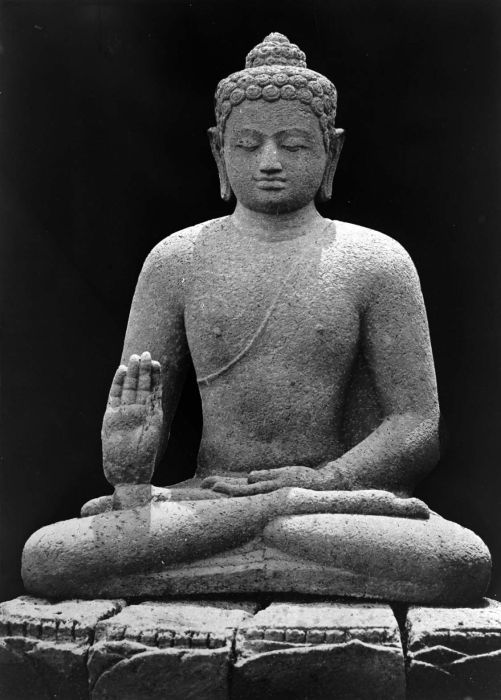
Amoghasiddhi, sculpture de Borobudur, Indonésie

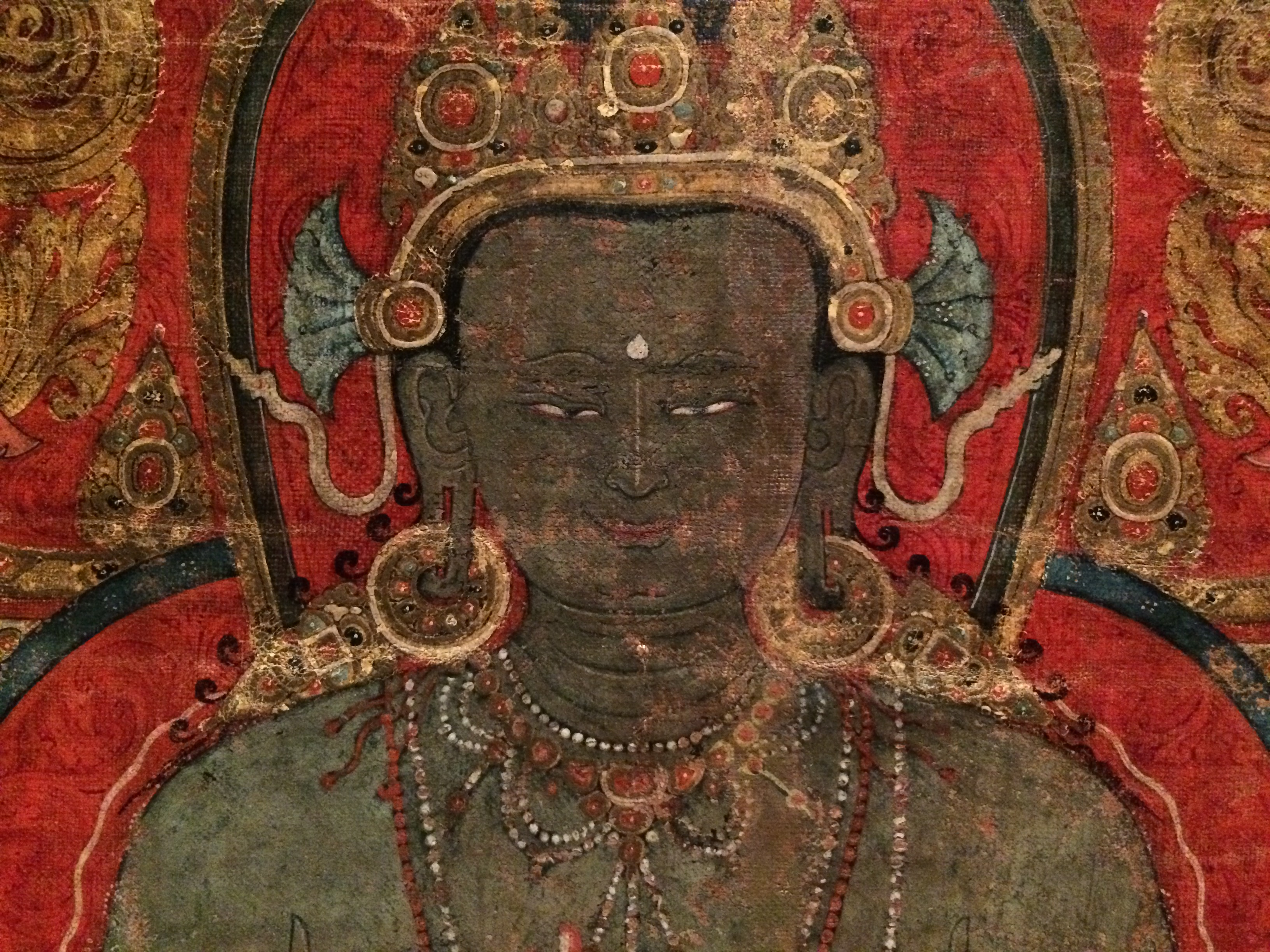
Représentation tibétaine d'Amoghasiddhi au Musée d'art asiatique de San Francisco

Amoghasiddhi, mot sanskrit signifiant succès efficace, (devanāgarī : अमोघसिद्धि) est l'un des cinq bouddhas de méditation du mandala tantrique, il est associé à la famille du karma (action efficace ; emblème : double vajra vishvavajra ou épée khadga). 
Autres noms : Bukong Chengjiu Rulai 不空成就如來 (chinois), Fukūjōju Nyorai 不空成就如来 (japonais), Dön yö drub pa (tibétain), thành tựu như lai (vietnamien). Au Japon, le bouddha de la famille du karma est souvent appelé en sanskrit Dundubhishvara, « seigneur du son de tambour » (japonais : Tenkuraion Nyorai 天鼓雷音如来), nom mentionné dans le soutra Konkōmyō Kyō . 
Il représente le dépassement de l’envie. Il est associé au nord, au vent, à l’été et à la couleur verte. Sa monture est le garuda, occasionnellement le buffle dans certaines sadhanas. Sa parèdre est Tara sous la forme de Shyamatara, Tara verte. Sa syllabe-mantra dans le Shingon est AH.
Il est généralement situé à gauche du bouddha central sur les mandalas des cinq bouddhas. Il est représenté faisant de la main droite la mudra abhaya de l’absence de crainte et de la gauche la mudra dhyana de méditation. Dans certaines représentations chinoises, la main gauche fait la mudra vara de don et la position peut être semi-assise comme celle de Maitreya. Il peut être représenté au Japon avec les doigts de la main gauche repliés. Dans les stupas népalais, il est surmonté de serpents.